# Inscutomonomma basifoveolatum
Inscutomonomma basifoveolatum es una especie de coleóptero de la familia Monommatidae.

## Distribución geográfica
Habita en Angola.